# Caribbella yoni
Caribbella yoni är en kräftdjursart som först beskrevs av H.S. Puri 1960.  Caribbella yoni ingår i släktet Caribbella och familjen Trachyleberididae. Inga underarter finns listade.